# Trhová Kamenice
Trhová Kamenice é uma comuna checa localizada na região de Pardubice, distrito de Chrudim.